# Куликов, Егор Фёдорович
Егор Фёдорович Куликов (1891, деревня Осошники Зарайского уезда Рязанской губернии — 11 сентября 1943) — советский партийный и хозяйственный деятель. В 1925—1930 член ЦК ВКП(б).
Родился в семье рабочего-кожевника. Окончил сельскую школу. В 1910 вступил в РСДРП, большевик. Участник Гражданской войны. В 1920 зав. РКИ Бауманского района.
С 1920 на хозяйственной и партийной работе в Москве. В 1921 директор кожевенного завода «Труженик». В 1924—1925 — член президиума и зав. сектором труда и производства МКК РКИ.
С 1925 до ноября 1928 ответственный секретарь Замоскворецкого райкома ВКП(б) Москвы. В 1925—1930 член ЦК ВКП(б). 
Состоял в правой оппозиции. На пленуме ЦК ВКП(б) 10—17 ноября 1929 г. вместе с Углановым обратился с заявлением о признании своих ошибок и разрыве отношений с группой Бухарина, Рыкова, Томского.
В 1929—1930 член Правления Центрального союза потребительских обществ (Центросоюза).
В 1930—1931 учился на курсах марксизма-ленинизма. В 1931—1933 заместитель директора Государственной библиотеки СССР им. В. И. Ленина. С 1933 управляющий Уральским кожевенным трестом (Свердловск).
В декабре 1935 г. арестован как член группы Н. А. Угланова. На следствии признал, что занимался антипартийной работой с 1927—1928, дал показания на Н. И. Бухарина, А. И. Рыкова, М. П. Томского, В. В. Шмидта и др.
22 апреля 1936 г. Особым совещанием при НКВД СССР за участие в контрреволюционной группе приговорён к 3 годам тюрьмы. 26 февраля 1937 г. приговорён к 10 годам исправительно-трудовых лагерей. Умер в местах лишения свободы 11 сентября 1943.
30 октября 1958 г. реабилитирован.